# Natação no Campeonato Mundial de Esportes Aquáticos de 2009 - 200 m costas masculino
A prova dos 200 metros costas masculino da natação no Campeonato Mundial de Esportes Aquáticos de 2009 ocorreu nos dias 30 e 31 de julho no Stadio del Nuoto em Roma.

## Recordes
Antes desta competição, os recordes mundiais e do campeonato nesta prova eram os seguintes:
| Tipo                  | Atleta      | Tempo   | Local     | Data                 | Ref |
| --------------------- | ----------- | ------- | --------- | -------------------- | --- |
|                       | Ryan Lochte | 1:53,94 | Pequim    | 15 de agosto de 2008 | ver |
| Recorde do campeonato | Ryan Lochte | 1:54,32 | Melbourne | 30 de março de 2007  | ver |

## Medalhistas
| Ouro                | Prata              | Bronze            |
| Aaron Peirsol (USA) | Ryosuke Irie (JPN) | Ryan Lochte (USA) |

## Resultados

### Eliminatórias
Estes são os resultados das eliminatórias:
| Pos. | Atleta                    | Tempo   | Bateria | Raia | Notas |
| ---- | ------------------------- | ------- | ------- | ---- | ----- |
| 1    | JPN Ryosuke Irie          | 1:55.20 | 9       | 4    |       |
| 2    | USA Aaron Peirsol         | 1:55.88 | 8       | 4    |       |
| 3    | USA Ryan Lochte           | 1:55.97 | 7       | 4    |       |
| 4    | RUS Stanislav Donets      | 1:56.03 | 9       | 3    |       |
| 5    | RSA George Du Rand        | 1:56.06 | 8       | 1    |       |
| 6    | GER Yannick Lebherz       | 1:56.69 | 9       | 1    |       |
| 7    | POL Radoslaw Kawecki      | 1:56.74 | 9       | 8    |       |
| 8    | RUS Arkady Vyatchanin     | 1:56.97 | 9       | 5    |       |
| 9    | COL Omar A. Pinzon Garcia | 1:57.01 | 7       | 8    |       |
| 10   | ESP Aschwin Wildeboer     | 1:57.15 | 8       | 5    |       |
| 11   | GBR Chris Walker-Hebborn  | 1:57.52 | 8       | 2    |       |
| 12   | JPN Takashi Nakano        | 1:57.58 | 7       | 3    |       |
| 13   | ITA Damiano Lestingi      | 1:57.73 | 9       | 6    |       |
| 14   | ITA Sebastiano Ranfagni   | 1:57.75 | 9       | 7    |       |
| 15   | NED Nicolaas Driebergen   | 1:57.86 | 7       | 7    |       |
| 16   | AUT Sebastian Stoss       | 1:57.97 | 9       | 0    |       |
| 17   | AUS Ashley Delaney        | 1:58.02 | 8       | 3    |       |
| 18   | FRA Benjamin Stasiulis    | 1:58.17 | 7       | 6    |       |
| 19   | GER Felix Wolf            | 1:58.41 | 7       | 2    |       |
| 20   | NZL Kurt Bassett          | 1:58.46 | 8       | 8    |       |
| 21   | CAN Matt Hawes            | 1:58.89 | 8       | 6    |       |
| 22   | GBR Marco Loughran        | 1:59.19 | 8       | 7    |       |
| 23   | TUR Derya Buyukuncu       | 1:59.49 | 9       | 9    |       |
| 24   | HUN Peter Bernek          | 1:59.65 | 7       | 1    |       |
| 25   | RSA Darren Murray         | 1:59.84 | 5       | 5    |       |
| 26   | ESP Rufino Regueira       | 2:00.35 | 9       | 2    |       |
| 27   | AUT Markus Rogan          | 2:00.39 | 7       | 5    |       |
| 28   | GRE Dimitrios Chasiotis   | 2:00.42 | 8       | 0    |       |
| 29   | MEX Miguel Robles         | 2:00.99 | 6       | 7    |       |
| 30   | CHN Yu Zhang              | 2:01.05 | 5       | 4    |       |

| Ver o restante da classificação | Ver o restante da classificação | Ver o restante da classificação | Ver o restante da classificação | Ver o restante da classificação | Ver o restante da classificação | Ver o restante da classificação |
| Pos.                            | Atleta                          | Tempo                           | Bateria                         | Raia                            | Notas                           |                                 |
| ------------------------------- | ------------------------------- | ------------------------------- | ------------------------------- | ------------------------------- | ------------------------------- | ------------------------------- |
| 31                              | BRA Leonardo Guedes             | 2:01.20                         | 7                               | 0                               |                                 |                                 |
| 32                              | POR Pedro Oliveira              | 2:01.49                         | 6                               | 4                               |                                 |                                 |
| 33                              | CUB Pedro Medel                 | 2:01.70                         | 6                               | 6                               |                                 |                                 |
| 34                              | ISR Itai Chammah                | 2:01.86                         | 7                               | 9                               |                                 |                                 |
| 35                              | POL Jakub Jasinski              | 2:01.95                         | 8                               | 9                               |                                 |                                 |
| 36                              | CZE Kvetoslav Svoboda           | 2:02.00                         | 6                               | 0                               |                                 |                                 |
| 37                              | CHN Feiyi Cheng                 | 2:02.29                         | 6                               | 3                               |                                 |                                 |
| 38                              | CAN Anders Mcintyre             | 2:02.64                         | 5                               | 0                               |                                 |                                 |
| 39                              | EST Andres Olvik                | 2:02.97                         | 6                               | 8                               |                                 |                                 |
| 40                              | UKR Andriy Kovbasa              | 2:03.56                         | 4                               | 4                               |                                 |                                 |
| 41                              | KAZ Oleg Rabota                 | 2:03.71                         | 6                               | 2                               |                                 |                                 |
| 42                              | SLO Robi Zbogar                 | 2:03.99                         | 6                               | 9                               |                                 |                                 |
| 43                              | IRL Karl Burdis                 | 2:04.34                         | 5                               | 6                               |                                 |                                 |
| 44                              | CUB David Rodriguez             | 2:04.42                         | 5                               | 2                               |                                 |                                 |
| 45                              | LAT Konstantins Bohins          | 2:04.61                         | 4                               | 2                               |                                 |                                 |
| 46                              | ALG Naoufel Benabid             | 2:05.06                         | 5                               | 1                               |                                 |                                 |
| 47                              | LUX Jean-Francois Schneiders    | 2:05.22                         | 4                               | 5                               |                                 |                                 |
| 48                              | KAZ Stanislav Ossinskiy         | 2:06.12                         | 5                               | 3                               |                                 |                                 |
| 49                              | ISR Ehud Segal                  | 2:06.91                         | 6                               | 1                               |                                 |                                 |
| 50                              | IND Rehan Poncha                | 2:06.92                         | 4                               | 1                               |                                 |                                 |
| 51                              | KGZ Yury Zaharov                | 2:07.07                         | 5                               | 7                               |                                 |                                 |
| 52                              | MAR Achelhi Bilal               | 2:07.59                         | 3                               | 3                               |                                 |                                 |
| 53                              | HKG Geoffrey Robin Cheah        | 2:08.25                         | 4                               | 3                               |                                 |                                 |
| 54                              | SIN Kai Wee Rainer Ng           | 2:08.57                         | 4                               | 7                               |                                 |                                 |
| 55                              | VIE Long Do Huy                 | 2:08.83                         | 4                               | 8                               |                                 |                                 |
| 56                              | DOM Jean Luis Gomez             | 2:10.22                         | 3                               | 6                               |                                 |                                 |
| 57                              | TPE ChaoLin Tsung               | 2:10.44                         | 4                               | 6                               |                                 |                                 |
| 58                              | ZIM Nicholas James              | 2:10.76                         | 3                               | 1                               |                                 |                                 |
| 59                              | AZE Boris Kirillov              | 2:10.96                         | 3                               | 7                               |                                 |                                 |
| 60                              | EST Kaspar Raigla               | 2:11.61                         | 1                               | 4                               |                                 |                                 |
| 61                              | TUR Doga Celik                  | 2:12.26                         | 5                               | 9                               |                                 |                                 |
| 62                              | SMR Alberto Tasini              | 2:12.80                         | 3                               | 0                               |                                 |                                 |
| 63                              | KSA Yousuf Essa Al Yousuf       | 2:12.81                         | 3                               | 4                               |                                 |                                 |
| 64                              | MAC Tong Antonio                | 2:13.22                         | 4                               | 9                               |                                 |                                 |
| 65                              | ARM Khachik Plavchyan           | 2:14.19                         | 4                               | 0                               |                                 |                                 |
| 66                              | NAM Byron Briedenhann           | 2:14.47                         | 2                               | 5                               |                                 |                                 |
| 67                              | MAC Pok Man Ngou                | 2:14.87                         | 2                               | 7                               |                                 |                                 |
| 68                              | LIB Abbas Raad                  | 2:15.63                         | 2                               | 6                               |                                 |                                 |
| 69                              | HON J. Hernandez Maradiaga      | 2:16.09                         | 3                               | 8                               |                                 |                                 |
| 70                              | GRN Nicholas Coard              | 2:16.65                         | 2                               | 2                               |                                 |                                 |
| 71                              | IND Praveen Tokas               | 2:16.90                         | 3                               | 5                               |                                 |                                 |
| 72                              | UAE Mohammed Al Ghaferi         | 2:17.30                         | 2                               | 3                               |                                 |                                 |
| 73                              | BOL Armando Zayas Claure        | 2:18.09                         | 2                               | 1                               |                                 |                                 |
| 74                              | MLT Mark Sammut                 | 2:19.46                         | 3                               | 9                               |                                 |                                 |
| 75                              | ASA Benjamin Gabbard            | 2:20.25                         | 1                               | 5                               |                                 |                                 |
| 76                              | SUR Marcelino Richaards         | 2:21.05                         | 2                               | 8                               |                                 |                                 |
| 77                              | PYF Heimanu Sichan              | 2:21.63                         | 2                               | 4                               |                                 |                                 |
| 78                              | FIJ Paul Elaisa                 | 2:28.97                         | 1                               | 6                               |                                 |                                 |
| 79                              | MRI Mathieu Gilles Marquet      | 2:29.91                         | 2                               | 9                               |                                 |                                 |
| 80                              | TKM Timur Atahanov              | 2:34.13                         | 1                               | 2                               |                                 |                                 |
| 81                              | FIJ Elaijie Erasito             | 2:36.75                         | 1                               | 1                               |                                 |                                 |
| 82                              | TKM Ahmet Halliyev              | 2:39.58                         | 1                               | 7                               |                                 |                                 |
|                                 | AND Haciane Hocine              | DNS                             | 1                               | 3                               |                                 |                                 |
|                                 | MRI Ronny Vencatachellum        | DNS                             | 2                               | 0                               |                                 |                                 |
|                                 | LAT Andrejs Duda                | DNS                             | 3                               | 2                               |                                 |                                 |
|                                 | CRO Sasa Impric                 | DNS                             | 5                               | 8                               |                                 |                                 |
|                                 | CAY Brett Fraser                | DNS                             | 6                               | 5                               |                                 |                                 |

### Semifinal
Estes são os resultados das semifinais:
| Pos. | Atleta                    | Bateria | Raia | Tempo   | Notas                 |
| ---- | ------------------------- | ------- | ---- | ------- | --------------------- |
| 1    | USA Aaron Peirsol         | 1       | 4    | 1:54.06 | Recorde do campeonato |
| 2    | JPN Ryosuke Irie          | 2       | 4    | 1:54.14 |                       |
| 3    | RUS Arkady Vyatchanin     | 1       | 6    | 1:54.90 |                       |
| 4    | RUS Stanislav Donets      | 1       | 5    | 1:55.25 |                       |
| 5    | USA Ryan Lochte           | 2       | 5    | 1:55.39 |                       |
| 6    | POL Radoslaw Kawecki      | 2       | 6    | 1:55.62 |                       |
| 7    | RSA George Du Rand        | 2       | 3    | 1:55.75 |                       |
| 8    | ESP Aschwin Wildeboer     | 1       | 2    | 1:55.78 |                       |
| 9    | GBR Chris Walkerhebborn   | 2       | 7    | 1:56.05 |                       |
| 10   | COL Omar A. Pinzon Garcia | 2       | 2    | 1:56.40 |                       |
| 11   | NED Nicolaas Driebergen   | 2       | 8    | 1:56.85 |                       |
| 12   | JPN Takashi Nakano        | 1       | 7    | 1:57.02 |                       |
| 13   | AUT Sebastian Stoss       | 1       | 8    | 1:57.15 |                       |
| 14   | ITA Damiano Lestingi      | 2       | 1    | 1:57.37 |                       |
| 15   | GER Yannick Lebherz       | 1       | 3    | 1:58.01 |                       |
| 16   | ITA Sebastiano Ranfagni   | 1       | 1    | 1:58.84 |                       |

### Final
Estes são os resultados da final:
| Pos.              | Atleta                | Raia | Tempo   | Notas           |
| ----------------- | --------------------- | ---- | ------- | --------------- |
| Medalha de ouro   | USA Aaron Peirsol     | 4    | 1:51.92 | Recorde mundial |
| Medalha de prata  | JPN Ryosuke Irie      | 5    | 1:52.51 |                 |
| Medalha de bronze | USA Ryan Lochte       | 2    | 1:53.82 |                 |
| 4                 | RUS Arkady Vyatchanin | 3    | 1:54.75 |                 |
| 5                 | ESP Aschwin Wildeboer | 8    | 1:54.92 |                 |
| 6                 | RUS Stanislav Donets  | 6    | 1:55.36 |                 |
| 7                 | POL Radoslaw Kawecki  | 7    | 1:55.60 |                 |
| 8                 | RSA George Du Rand    | 1    | 1:56.63 |                 |

## Novos recordes
| Tipo                  | Atleta        | Tempo   | Local | Data                | Ref |
| --------------------- | ------------- | ------- | ----- | ------------------- | --- |
|                       | Aaron Peirsol | 1:51.92 | Roma  | 31 de julho de 2009 | ver |
| Recorde do campeonato | Aaron Peirsol | 1:51.92 | Roma  | 31 de julho de 2009 | ver |

Legenda
| Recorde mundial       | Recorde mundial (World record)               |                       | Recorde africano                      | Recorde africano (African) |                                           | Q | Classificado por posição (Qualified) |
| Recorde do campeonato | Recorde do campeonato (Championship record)  | Recorde da América    | Recorde da América (Americas)         | q                          | Classificado por melhor tempo (Qualified) |   |                                      |
| Melhor marca do ano   | Melhor marca do ano (World leading)          | Recorde asiático      | Recorde asiático (Asian)              | DNS                        | Não largou (Did not start)                |   |                                      |
| Recorde nacional      | Recorde nacional (National record)           | Recorde europeu       | Recorde europeu (European)            | DNF                        | Não terminou (Did not finish)             |   |                                      |
| Recorde pessoal       | Recorde pessoal do atleta (Personal best)    | Recorde da Oceania    | Recorde da Oceania (Oceania)          | DSQ / DQ                   | Desclassificado (Disqualified)            |   |                                      |
| Recorde da temporada  | Recorde da temporada do atleta (Season best) | Recorde sul-americano | Recorde sul-americano (South America) | NM                         | Sem marca (No mark)                       |   |                                      |